# Lazar Ivan Krmpotić
Mr Lazar Ivan Krmpotić (Subotica, 14. travnja 1938. – Mala Bosna,  6. veljače 2006.) bio je rimokatolički svećenik, biskupijski sudac, prosinodalni ispitivač,  katolički novinar i kulturni djelatnik Hrvata u Vojvodini.

## Životopis
Rodio se u Subotici. Pohađao je pučku školu u Subotici. Za srednje školovanje je izabrao gimnaziju. Potom je 1956. otišao u Zagreb studirati na Bogoslovni fakultet. Na istom fakultetu je magistrirao teologiju 1962. godine, a krajem lipnja iste godine je primio svećenićke sakramente, a zaredio ga je 29. lipnja 1962. biskup subotičke biskupije Matija Zvekanović.

### Duhovnički rad
Prvo je bio kapelan u Adi. U toj je župi bio dva ljeta. Nakon toga je idućih tridesetak godina diljem Bačke bio upraviteljem župa i župnikom: u Bačkoj Palanci, Bukinu, Gajdobri i Čelarevu. Od polovice listopada 1992. je otišao u Đurđin, u crkvu sv. Josipa, gdje je bio vikarem i župnikom do smrti. Kao svećenik je neumorno promicao duh ekumenizma. Iskazivao je bratsku i svećenićku ljubav prema progonjenoj Crkvi u za vrijeme hladnoratovskog komunizma ondašnjoj Bugarskoj, Slovačkoj, Makedoniji i Rumunjskoj, iskazujući veliki napor tajnim radom da te Crkve na europskom istoku dobiju prijevode Biblije na jezicima svojih naroda. 
U subotičkoj biskupiji je obnašao dužnost biskupijskog savjetnika. Bio je članom nekoliko vijeća u biskupiji, a bio je dužnosnikom katoličke Crkve na razini bivše SFRJ, gdje je bio vijećnikom u Vijeću za ekumenizam Biskupske konferencije Jugoslavije. Godine 1989. je postao biskupijski sudac, a godinu poslije prosinodalni ispitivač.

### Rad u kulturi
Jednim je od utemeljitelja Instituta Lajče Budanovića u Subotici.
Na čelu Instituta Ivan Antunović se nalazio od njegovog osnutka do 1995. godine.
Za hrvatsku zajednicu u Bačkoj je bitan i kao kulturni djelatnik. Njegova je zasluga i za poticaj naivnoj umjetnosti u tehnici slame. Povodom smrti kardinala Alojzija Stepinca, a na njegov poticaj, pletilje iz Žednika Ana i Teza Milodanović su izradile grb preminulog kardinala, pokazavši na mogućnosti slame kao kiparski materijal, na jedan inovativniji način.
Dok je boravio u Bačkoj Palanci, ondje je izdavao župni list Horizonti od 1970. do 1978. godine. Iste godine je zajedno s drugim Hrvatima, svećenicima subotičke biskupije pokrenuo katolički mjesečnik Bačko klasje, kojem je bio izdavačem i urednikom sve dok list nije prestao izlaziti 1994. godine. To nije zaustavilo njegov novinarski rad. Također je bio prvim glavnim i odgovornim urednikom kalendara Subotička Danica nakon što mu je odlukom hrvatskih svećenika iz Subotice obnovljeno izlaženje 1994. godine; od 1984. do 1993. je bio odgovornim urednikom tog lista. Pisao je i za druge časopise bačkih Hrvata, kao Klasje naših ravni i dr. Bio je poznavateljem pisane baštine biskupa Ivana Antunovića i Lajče Budanovića. Članke je objavio i u reviji Marulić (o Josipu Andriću), Pasionskoj baštini te nekoliko brošurica zajedno s Belom Gabrićem (Polivači, Materice, Prelo).
Oduvijek ga je privlačio lik Gospe Radosne u franjevačkom samostanu u Baču. Stoga je povjerio restauraciju te slike vlč. Lazar Ivan Krmpotić dao je akademskoj slikarici iz Vinkovaca, profesorici Alojziji Ulman. Naslikana je na dasci.
S obzirom na to da je Hrvatima u Bačkoj bilo sve teže, a kao vapaj Gospi da sačuva Hrvate od propasti, odlučio je Krmpotić okruniti Gospin lik Biblijski simbolično krunom od dvanaest zvijezda. No lik je već bio 'opterećen' dvama krunjenjima, pa bi nova samo likovno opteretila.
Zadaće se prihvatila profesorica Ulman koje je tih dvanaest zvijezda napravila u obliku eksplozija, "da budu znak ovog nemirnog vremena". Njen "zahvat" kao da je slutio ratove i progone što je izazvala. Krunjenje lika je obavio je na Veliku Gospu 1985. beogradski apostolski nuncij Francesco Colasuonno a asistirao mu je biskup Zvekanović i kler bačkog dekanata. Od onda je Krmpotić promicao kultu ovog starog milosnog lika. To je posebice činio u proslavama doseljenja bunjevačkih Hrvata u Suboticu (1986.) i šokačkih Hrvata (1988.). Nažalost, franjevci taj čin i štovanje nisu rado primili, a neki su to samo otkriće natpisa pokušali osporiti (fra Paškal Cvekan).
Radio je na obnovi štovanje Božje ugodnice, časne sestre Leopoldine Mari Čović, te je kod sestara Milosrdnica u Zagrebu iznova pokrenuo inicijativu pokretanja njena štovanja, a koje je odmah poslije Čovićkine smrti bio pokrenuo isusovac Milan Pavelić životopisom u Glasniku Srca Isusova. Za promicanje tog štovanja naručio je Krmpotić njena dva portreta kod slikara Stanka Zubovića. Jedan je portret poklonio crkvi Uskrsnuća Isusova u Subotici, a drugi sestrama Milosrdnicama u Beogradu. U isto je vrijeme potaknuo zrenjaninskog biskupa Tomasa Junga neka pokrene kauzu za redovnicu Margitu Bognerovu iz banatske župe Torde, a koja je bila zastala u proceduri.
Krmpotić je bio svjestan veličine i značaja Pučke kasine. Stoga su hrvatski intelektualci iz Subotice 1998. na Krmpotićev prijedlog obnovili rad Pučke kasine te su na skupštini od 11. lipnja 1998. i službeno obnovili tu organizaciju bačkih Hrvata.
Utemeljitelj je jedinstvene izložbene postavke pod nazivom etno-zbirka Bunjevački salaš. Zaslužan je i za očuvanje spomenika arhitekture mjesnih Hrvata, jer se založio neka se sačuva stara salaška nastamba za obitelji prvih doseljenika, svojstvena mjesnim Hrvatima. U tom je građevini nekad bio župni ured.
Bio je sudionikom nekoliko međunarodnih znanstvenih simpozija.
Godine 1987. je sudjelovao na znanstvenom skupu u povodu 300. obljetnice (1688-1988) preseljenja franjevaca i puka iz Gradovrha kod Tuzle u Bač. Godine 
2002. je bio sudjelovao na međunarodnom znanstvenom simpoziju Križni putevi, Kalvarije i Velikotjedne procesije kod Hrvata. Godine 2003. je bio sudionikom Međunarodnog znanstvenog skupa o biskupu Lajči Budanoviću, održanog u prostorijama HKC Bunjevačko kolo pod pokroviteljstvom subotičkog biskupa dr Ivana Pénzesa, a u organizaciji Katoličkog instituta za kulturu, povijest i duhovnost "Ivan Antunović" i Odbora "Zadužbine biskupa Budanovića", 14. i 15. listopada 2003. godine. Govorio je o njegovom spisateljskom radu.
Poginuo je 6. veljače 2006. u teškoj prometnoj nesreći u Maloj Bosni, kad je vozilo iz suprotnog pravca prešlo na prometni trak kojim se vozio Krmpotić. Te večeri su se on i Marin Dulić vraćali sa sjednica Pučke kasine u Đurđin.
Pokopan je u Bajskom groblju u Subotici 10. veljače 2006.

## Djela
- Život i djelo Tone Kujundžić, uzorne Križarice iz Bačke[10] (o životu vjerske radnice Tone Kujundžić)
- Majka Paula Licul KBLj. Lazar Krmpotić. Majka Paula. Izd. Družba K.B.Lj. Mostar 1998.[11]
- Umjetnost u tehnici slame, Matica hrvatska Subotica i Matica hrvatska, Zagreb - Subotica, 2001. ISBN 953-150-625-6[12]
- 125 godina od osnutka Pučke kasine 1878-2003, monografija, 2003.
- Veliko obiteljsko stablo Dulićevih , 2005.

Odgovornim je urednikom izdanja:
- Narodni običaji bačkih Hrvata , 1991.

Kao autor dodataka se javlja u:
- Život i rad biskupa Ivana Antunovića narodnog preporoditelja (Matija Evetović, Lazar Ivan Krmpotić), 2. izd., 2002.[13]
- Život i rad Paje Kujundžića , Matija Evetović, 2005.